# Hinzert

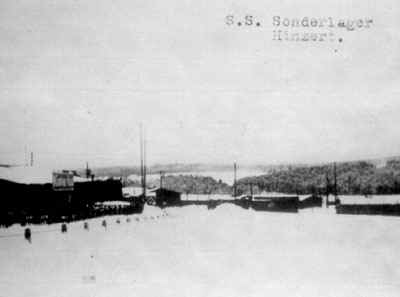
Obóz koncentracyjny Hinzert

Konzentrationslager Hinzert, SS-Sonderlager Hinzert (także: Polizeihaft- und Erziehungslagers Hinzert, Durchgangslager für Häftlinge Hinzert, Arbeitserziehungslager Hinzert, Eindeutschungslager Hinzert) – niemiecki obóz koncentracyjny położony w Nadrenii-Palatynacie w Niemczech w pobliżu miejscowości Hinzert-Pölert, istniejący w latach 1939–1945.

## Historia obozu
Obóz został założony w 1939, jako niewielki obóz mogący przetrzymać średnio około 800 więźniów. Przetrzymywał średnio około 1200–1500. Posiadał wiele funkcji. Zwłaszcza po ataku III Rzeszy na Holandię, Belgię, Luksemburg i Francję stał się ważnym obozem tranzytowym dla więźniów z tych krajów.
Od 1942 był używany przez Gestapo jako specjalny obóz dla więźniów z Luksemburga i Trewiru. Posiadał około 20 podobozów i zewnętrznych komand. Nie posiadał komory gazowej.
Komendantami obozu byli:
- SS-Obersturmbannführer Hermann Pister (9 października 1939 – 21 grudnia 1941)
- SS-Sturmbannführer Egon Zill (21 grudnia 1941 – 23 kwietnia 1942)
- SS-Hauptsturmführer Paul Sporrenberg (23 kwietnia 1942 – 21 listopada 1944)

21 listopada 1944 obóz stał się podobozem KL Buchenwald. 3 marca został opuszczony, więźniowie wyprowadzeni w marszu śmierci w kierunku Hesji. W kwietniu na teren obozu wkroczyła armia amerykańska.

## Więźniowie i ofiary
Praca więźniów polegała na konstrukcjach autostrad, na utrzymywaniu lotnisk oraz osuszaniu bagien i pracach leśnych. Pełną liczbę więźniów ocenia się na około 13 600 osób. Wielu z nich było spoza terenów Niemiec. 1599 osób pochodziło z Luksemburga. W obozie tym znajdowali się również Francuzi – więźniowie Nacht und Nebel, a także jeńcy wojenni z Armii Czerwonej. Liczbę ofiar ocenia się na co najmniej trzysta osób.

## Dzieje powojenne
Dużą rolę w upamiętnieniu odegrały środowiska byłych więźniów z Luksemburga. Aktualne miejsce pamięci powstało na przełomie lat 80. i 90. XX wieku. Pełni również funkcje archiwalne, muzealne i edukacyjne.